# Peter Clemenza
Peter Clemenza (16 de julio de 1890 - 9 de octubre de 1957) es un personaje ficticio que aparece en la novela de Mario Puzo El Padrino,  en sus dos secuelas escritas por Mark Winegardner, en la precuela escrita por Ed Falco y en las dos primeras películas de la adaptación cinematográfica. Es representado por Bruno Kirby en El Padrino II, haciendo de Clemenza de joven, mientras que en El Padrino es representado por Richard S. Castellano. 
Clemenza se hizo amigo de Vito Corleone después de emigrar de Sicilia. Junto con Tessio, el trío se inició como matones de bajo nivel en el barrio de Little Italy en la ciudad de Nueva York. Clemenza, en concreto, se especializó en la venta de bienes robados, tales como pistolas y se convirtió en una figura clave en la creciente familia Corleone. Vito lo mantuvo cerca a través de los años, incluso lo convirtió en padrino de su hijo Sonny, aunque esto fue para el control de su brutalidad y ambición. 
Clemenza ayudó a Vito a contactar con traficantes de alcohol de Canadá, y fue recompensado con el grado de caporegime de la familia Corleone.
Clemenza ayuda a Michael Corleone después del atentado de Vito. Durante los asesinatos de los jefes de las cinco familias Clemenza dispara a Don Stracci y a su guardaespaldas, y participa en el asesinato de Carlo Rizzi. Clemenza es el que maneja a los soldados Willi Cicci, Al Neri (aunque este pasó a ser controlado directamente por Michael), Rocco Lampone (que sustituye a Paulie Gatto), Frank Pentangeli, Carmine Rosato, Anthony Rosato, Joey Zasa y otros cuatro capodecines nunca nombrados. En los inicios de la familia Corleone, según la película El Padrino 2 Clemenza configura su régimen contando con Hyman Roth en sus filas, aunque en el futuro se separó de la familia.
Peter Clemenza muere de un ataque al corazón mientras cuenta anécdotas al estar haciendo la comida para sus hombres (hecho ocurrido en la secuela del libro escrita por Mark Winegardner). La muerte de Clemenza se debió a desacuerdos salariales entre Paramount Pictures y el actor Richard Castellano.

## Videojuego
- Clemenza es quien guía al jugador después de la muerte de Luca Brasi y del intento de asesinato del Don en el videojuego El padrino.
- Según el libro de Mark Winegardner (2006), Peter muere a los setenta años de un ataque a su enorme corazón (mientras cuenta una anécdota en un bar, está cocinando, cuando su corazón explota y su traje de seda se quema al igual que parte de su cara).

- Datos: Q1358761